# Jon Epstein
Pour les articles homonymes, voir Epstein.
Jon Epstein est un producteur de télévision américain né le 7 mars 1928 à New York  aux États-Unis, décédé le 24 novembre 1990 à Los Angeles en Californie.

## Biographie
Jon Epstein est enterré dans le Parc du Souvenir Mont Sinai à Los Angeles, Californie, États-Unis.
Il a été ronéotypiste à 19 ans, a écrit des scripts pour la Ziv Corporation à New York ; deux ans après, il dirigeait des feuilletons de type soap opera pour cette société.
Après avoir participé à la guerre de Corée, Epstein est arrivé à Hollywood, où il a travaillé pour la division Télévision de Ziv, avant de commencer une longue relation professionnelle avec Universal Studios. Ses premières contributions s’appellent The Flying Nun, Rat Patrol et Kraft Suspense Theater.
Dans le milieu des années 1970, Epstein a produit McMillan and Wife pour la NBC; le film très remarqué Rich Man, Poor Man pour ABC, et une émission spéciale de deux heures La classe 65 pour NBC.
Au moment de son décès, Epstein était le producteur exécutif de Columbo pour Universal et de This Gun for Hire pour USA Network. L'épisode "Criminologie appliquée" de Columbo lui est dédié.
Il meurt à Los Angeles après une bataille de 14 ans contre une leucémie.

## Filmographie
- 1961 : King of Diamonds (série TV)
- 1966 : Commando du Désert ("The Rat Patrol") (série TV)
- 1969 : Three's a Crowd (TV)
- 1970 : The Young Rebels (série TV)
- 1971 : The Sheriff (TV)
- 1971 : Cat Ballou (TV)
- 1973 : Tenafly (TV)
- 1973 : Partners in Crime (TV)
- 1974 : The Man from Independence
- 1975 : Switch (série TV)
- 1976 : Le Riche et le Pauvre ("Rich Man, Poor Man") (feuilleton TV)
- 1979 : The Gossip Columnist (TV)
- 1980 : The Contender (feuilleton TV)
- 1981 : Hymne à l'amour (Advice to the Lovelorn) (TV)
- 1984 : The Red-Light Sting (en) (TV)
- 1988 : I Saw What You Did (TV)
- 1989 : Seule dans la tour de verre (Trapped) (TV)
- 1989 : High Desert Kill (en) (TV)
- 1990 : Columbo - Tout finit par se savoir (Columbo: Columbo Cries Wolf) (TV)
- 1990 : Columbo - Votez pour moi (Columbo: Agenda for Murder) (TV)
- 1990 : Columbo - Couronne mortuaire (Columbo: Uneasy Lies the Crown) (TV)
- 1990 : Columbo - Meurtre en deux temps (Columbo: Murder in Malibu) (TV)
- 1991 : This Gun for Hire (TV)
- 1991 : Columbo - Attention : Le meurtre peut nuire à votre santé (Columbo: Caution! Murder Can Be Hazardous to Your Health) (TV)
- 1991 : Columbo - Jeux d'ombre (Columbo: Columbo and the Murder of a Rock Star) (TV)